# Bokensdorf

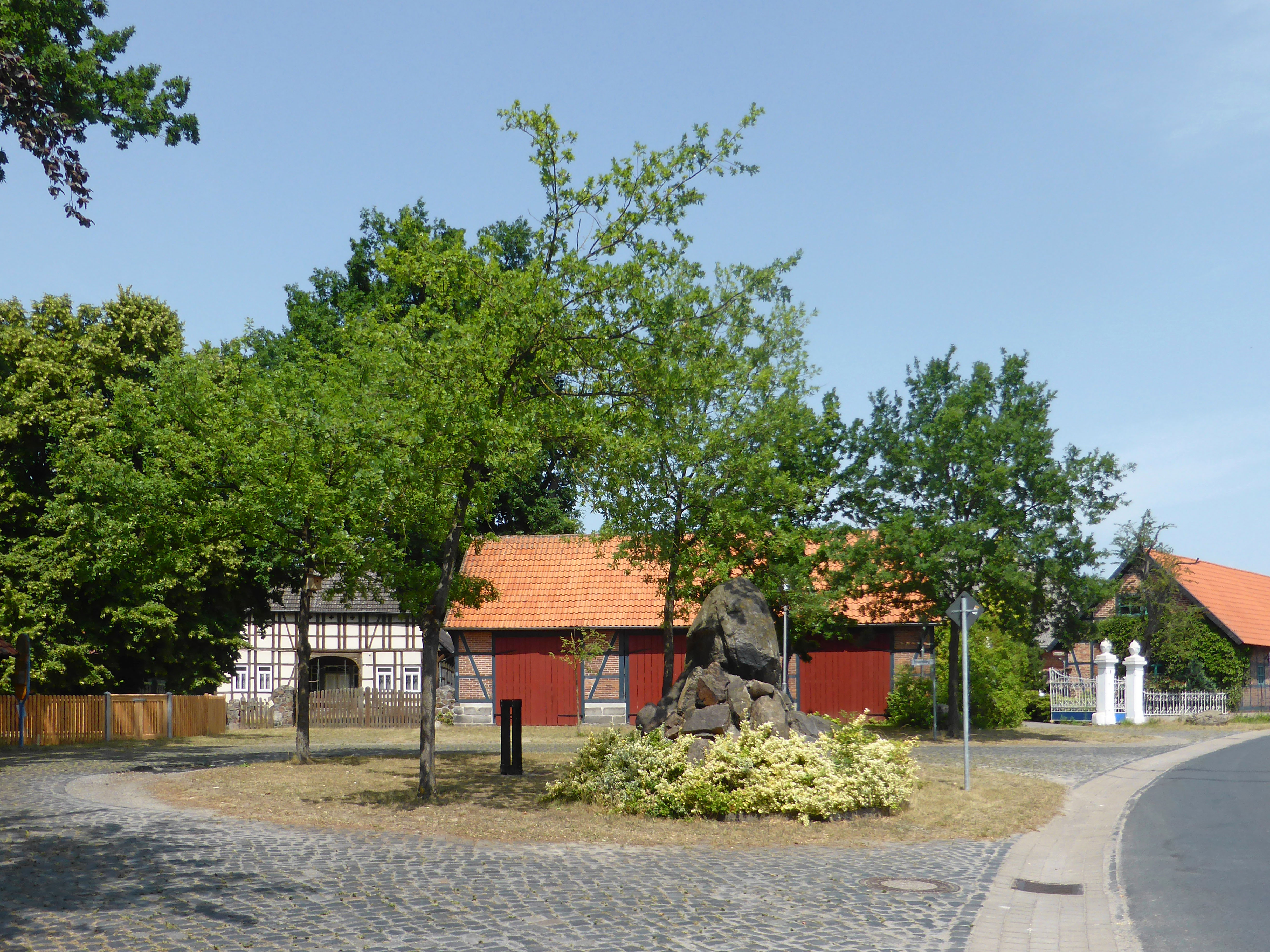
Dorfplatz

Bokensdorf ist eine Gemeinde im Landkreis Gifhorn in Niedersachsen. Sie gehört der Samtgemeinde Boldecker Land an, die ihren Verwaltungssitz in Weyhausen hat.

## Geographie
Bokensdorf liegt zwischen den Naturparks Südheide und Drömling. Westlich des Ortes befindet sich das Feuchtgebiet Deerenmoor.

## Geschichte
Bokensdorf wurde erstmals 1468 in einem Willebrief (landesherrliche Bestätigung) des Herzogs Otto II. des Siegreichen zu Braunschweig-Lüneburg erwähnt. Der Herzog bestätigt darin die Stiftung von zwei Memorien (Seelmessen) und gibt der Kirche dafür zu Nutzen des Pfarrers eine Wiese, die der Schulze zu Bokensdorf („Bokelstorpe“) gegen einen jährlichen Zins innehat. Später findet man Bokensdorf 1495 in einer Urkunde mit der Bezeichnung „Vakesdorf“ und 1535 unter „Backendorf“.
Die Landschaft um Bokensdorf war wie die Lüneburger Heide über 2000 Jahre vorwiegend durch Eichen- und Birkenwäldern geprägt. Die Wälder wurden gerodet, um Acker- und Weideland sowie Bau- und Brennholz zu gewinnen. Bokensdorf gehört zu den „-dorf“-Siedlungen, deren Entstehungszeit schwer festzustellen ist. Als Hauptentstehungszeit werden Rodeperioden ab dem 7. Jahrhundert angesehen.
Nachgewiesen sind in Bokensdorf Münzfunde aus der Zeit Heinrichs des Löwen (ca. 1130–1195). Diese Geldstücke waren wahrscheinlich Fährmünzen. Es handelt sich um Grabbeigaben für Nichtchristen, die auf einem Friedhof etwa 1,5 km südlich des Ortes gefunden wurden. Möglicherweise lebten zu dieser Zeit noch Wenden in Bokensdorf, denn „Fährgeld“ galt als unchristlich.
Die ursprüngliche Siedlungsform, ein wendischer Rundling, kann im heutigen Altdorf am „Bauernberg“ leicht rekonstruiert werden. Bokensdorf hatte ursprünglich wohl nur eine halbrunde Form von vier Ackerhöfen, die von Jembke und Stellfelde über eine alte Heerstraße erreichbar waren.
Vermutlich um 1300 entstanden neben den vier bisherigen Ackerhöfen fünf sogenannte Vollköthner-Höfe. Es ist nahezu einmalig in Niedersachsen, dass diese später angesiedelten Hofbesitzer den eingestammten Ackerbauern gleichgestellt waren. Die zwölf Hausnummern im Bauernberg bezeugen die nahezu 500 Jahre alte Struktur des Ortes mit neun großen und zwei kleineren Brincksitzer-Höfen, der Schule und der Gastwirtschaft.
In der Franzosenzeit gehörte Bokensdorf zum Kanton Wittingen im Königreich Westphalen. 1816 erlangte die Familie von der Schulenburg die Gerichtsbarkeit über Bokensdorf wieder. Mit der Aufhebung der Patrimonialgerichtsbarkeit wurde Bokensdorf 1848 in das Amt Fallersleben eingegliedert.
Erst im Jahre 1859 vollzog sich ein Wandel in der Stellung der Bauern. Mit der sogenannten Ablöse konnten sich die Bauern in Niedersachsen von der Lehnsherrschaft der Fürsten frei kaufen. Für Bokensdorfer hieß dies die Befreiung von Diensten und Abgaben, zu denen sie den Grafen vom Schloss Wolfsburg und den Herzögen in Lüneburg verpflichtet waren.
Seit dieser „Bauernbefreiung“ konnten nun die Bauern ihre Arbeitszeit auf ihren eigenen Äckern verwerten. Vorteile ergaben sich auch aus der in dieser Zeit durchgeführten Flurbereinigung. Es entstanden attraktive, große Ackerflächen, die wirtschaftlich bearbeitet werden konnten.
Am 1. April 1885 ging das Amt Fallersleben im neugegründeten Landkreis Gifhorn auf.
Infolge der Bauernbefreiung und der Flurbereinigung waren die Bokensdorfer nun nicht mehr arm. Sie haben nach und nach ihre alten giebelständigen Häuser aufgegeben und ab 1900 traufständige Gebäude zum damaligen Dorfzentrum hin errichtet. Auch die nicht erbberechtigten Bauern profitierten vom neuen Reichtum. Als Anbauer erhielten sie Flächen an dem Weg zur Mühle nach Jembke, dem „Mühlenweg“. Sie betrieben dort Kleingewerbe, z. B. Schlachter im Winter, Maurer im Sommer.
Die Gebäude, die in dieser Zeit errichtet wurden, sind wie die Gebäude auf dem Bauernberg dem „Bauernstil“, einer Variante des Jugendstils, zuordnen. Man findet in einigen Häusern noch die für diese Zeit typischen Fliesenmosaikmuster.
Nach dem Zweiten Weltkrieg verdoppelte sich die Bevölkerungszahl in Bokensdorf durch Heimatvertriebene aus den deutschen Ostgebieten. Der Lönsweg mit den einheitlich wie am Lineal ausgerichteten Häusern und den rückwärtigen großen Gärten ist typisch für den Baustil der 1950er-Jahre.
Infolge der politischen Situation in den 1960er-Jahren kauften viele Westberliner Grundstücke „im Westen“. So entstand der „Berliner Ring“. Wegen der Nähe zur Volkswagenstadt Wolfsburg zogen in den 1980er- und 1990er-Jahren viele VW-Mitarbeiter nach Bokensdorf und errichteten dort im Norden und Nordosten Eigenheime. Eine Straße erinnert an einen langjährigen Bürgermeister und wurde „Willy-Müller-Ring“ benannt.
Im Osten entstand an ehemaligen Kiesabbaustellen ein der Naherholung dienendes Wochenendhausgebiet.
Auf Grund des „Gesetzes zur Neugliederung der Gemeinden im Raum Wolfsburg“ schlossen sich am 1. Juli 1972 die Gemeinden Barwedel, Bokensdorf, Jembke, Osloß, Tappenbeck und Weyhausen freiwillig zur Samtgemeinde Boldecker Land zusammen.
Die Anwohner haben sich in drei Vereinen organisiert. Das Leben in Bokensdorf wird durch die Freiwillige Feuerwehr, den Schützenverein, die Jägerschaft und den Sportverein mit den Sparten Fußball, Tennis, Gymnastik und neuerdings Karate geprägt. Der Landfrauenverein Jembke, Barwedel, Bokensdorf lädt zu vielen Veranstaltungen ein. Südlich des Ortes hat der Golfclub Wolfsburg seine Heimat gefunden.
Die Gemeinde Bokensdorf gehört zur Samtgemeinde Boldecker Land, die im Ort eine Kindertagesstätte betreibt. Die Grundschulkinder werden in Jembke unterrichtet, die Haupt- und Realschule ist in Weyhausen ansässig. Zu allen Schulen, auch zum Gymnasium Fallersleben, fahren Schulbusse.
Herkunft des Ortsnamens
Alte Bezeichnungen des Ortes sind 1468 Bokelstorpe, 1495 Vakestorf, 1535 Bakenstorp 1566 Bockensdorff und 1612 Bockemstorf. Im Grundwort steht niederdeutsch –dorp „Dorf, Siedlung“. Also die „Siedlung eines Bok“, wobei der Personenname zu der Sippe um Boko, Buk(k)o, der Koseform von Burghard, gehören könnte.

### Einwohnerentwicklung
| Jahr      | 1811 | 1821 | 1858 | 1871 | 1910 | 1925 | 1933 | 1939 | 1950 | 1968 | 1998 | 2000 | 2003 | 2005 | 2009 | 2020 | 2021 | 2022 |
| --------- | ---- | ---- | ---- | ---- | ---- | ---- | ---- | ---- | ---- | ---- | ---- | ---- | ---- | ---- | ---- | ---- | ---- | ---- |
| Einwohner | 124  | 112  | 180  | 216  | 197  | 203  | 195  | 182  | 401  | 509  | 749  | 826  | 931  | 950  | 1023 | 1278 | 1296 | 1310 |

## Religion
Bokensdorf verfügt über keine Kirche. Bokensdorf liegt im Einzugsbereich der evangelisch-lutherischen Kirchengemeinde St. Georg, Jembke, und der katholischen Filialgemeinde St. Bernward, Wolfsburg.

## Politik

### Rat
Der Rat der Gemeinde Bokensdorf, setzt sich aus elf Mitgliedern zusammen. Die Ratsmitglieder werden durch eine Kommunalwahl für jeweils fünf Jahre gewählt.
Bei der Kommunalwahl 2021 ergab sich folgende Sitzverteilung:
| Ortsrat 2021Insgesamt 11 Sitze - SPD: 2 - Grüne: 1 - Unabh.: 1 - FWB: 6 - AfD: 1 |

### Bürgermeister
Ehrenamtliche Bürgermeisterin ist Jennifer Georg (FWB) seit dem 17. April 2018.

### Wappen
Das Kommunalwappen von Bokensdorf wurde am 8. Juli 1993 vom Rat angenommen.
| Wappen von Bokensdorf | Blasonierung: „In Gold unter einem roten Sparren ein oben offener roter Ring.“ |
| Wappen von Bokensdorf | Wappenbegründung: Der offene Ring symbolisiert den ursprünglichen Rundlingscharakter der beiden ursprünglichen Ortskerne von Bokensdorf und der mittelalterlichen Wüstung des untergegangenen Ortes Derne. Die Vereinigung beider Kerne zu einer Gemeinde wird durch das Dach (Sparren) über dem Rundlingssymbol verdeutlicht. Die Farben rot und gold (gelb) wurden von dem ehemaligen welfischen Stammwappen übernommen, da das Gemeindegebiet spätestens ab 1357 über Jahrhunderte zu welfischen Landen gehörte. |

## Wirtschaft und Infrastruktur

### Unternehmen

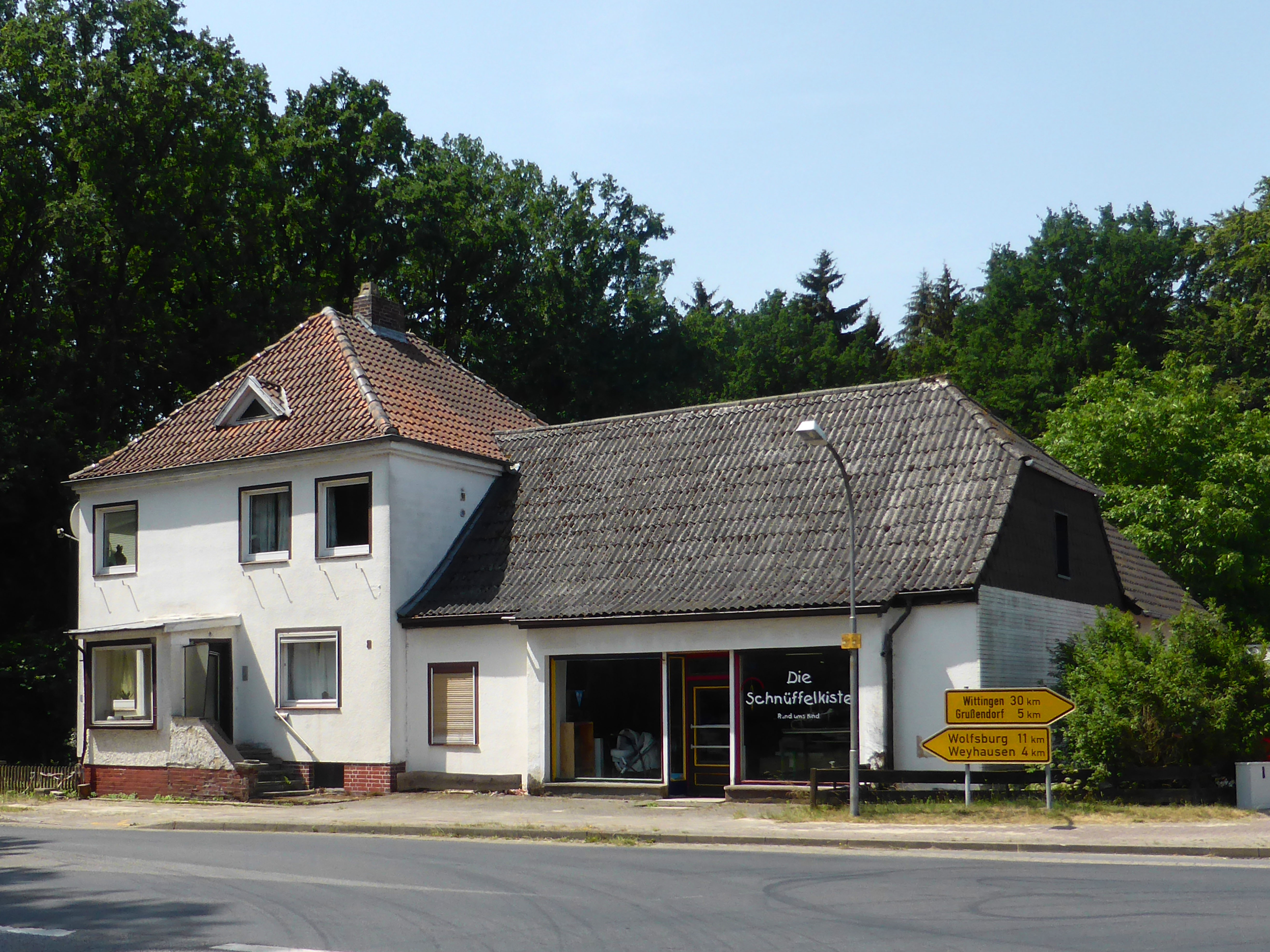
Ehemalige Gemischtwarenhandlung

Im ursprünglich landwirtschaftlich geprägten Bokensdorf hat die Bedeutung der Landwirtschaft stark abgenommen.
Die Poststelle II Bokensdorf, die dem Hauptpostamt Gifhorn untergeordnet war, wurde geschlossen. Heute ist in Bokensdorf nur noch ein Postbriefkasten vorhanden.
Die Gemischtwarenhandlung Baumann, später Keiter, wurde geschlossen. Später befand sich in dem Ladenlokal ein Secondhandladen für Kinderbedarf. Das Lebensmittelgeschäft Loch, das erst in den 1960er Jahren in der damals neuen Siedlung entstand, wurde bereits in den 1970er Jahren wieder aufgegeben. Die Tankstelle Benter wurde auch aufgegeben, später befand sich in dem Gebäude noch ein Kiosk. Die Gaststätte Zur Linde wurde ebenfalls geschlossen, ebenso eine weitere Gaststätte in der Siedlung Lönsweg. Einkaufsmöglichkeiten des täglichen Bedarfs sind heute in Bokensdorf nicht mehr zu finden, Gastronomie besteht nur im Restaurant Golfclub Wolfsburg am Golfplatz.

### Öffentliche Einrichtungen

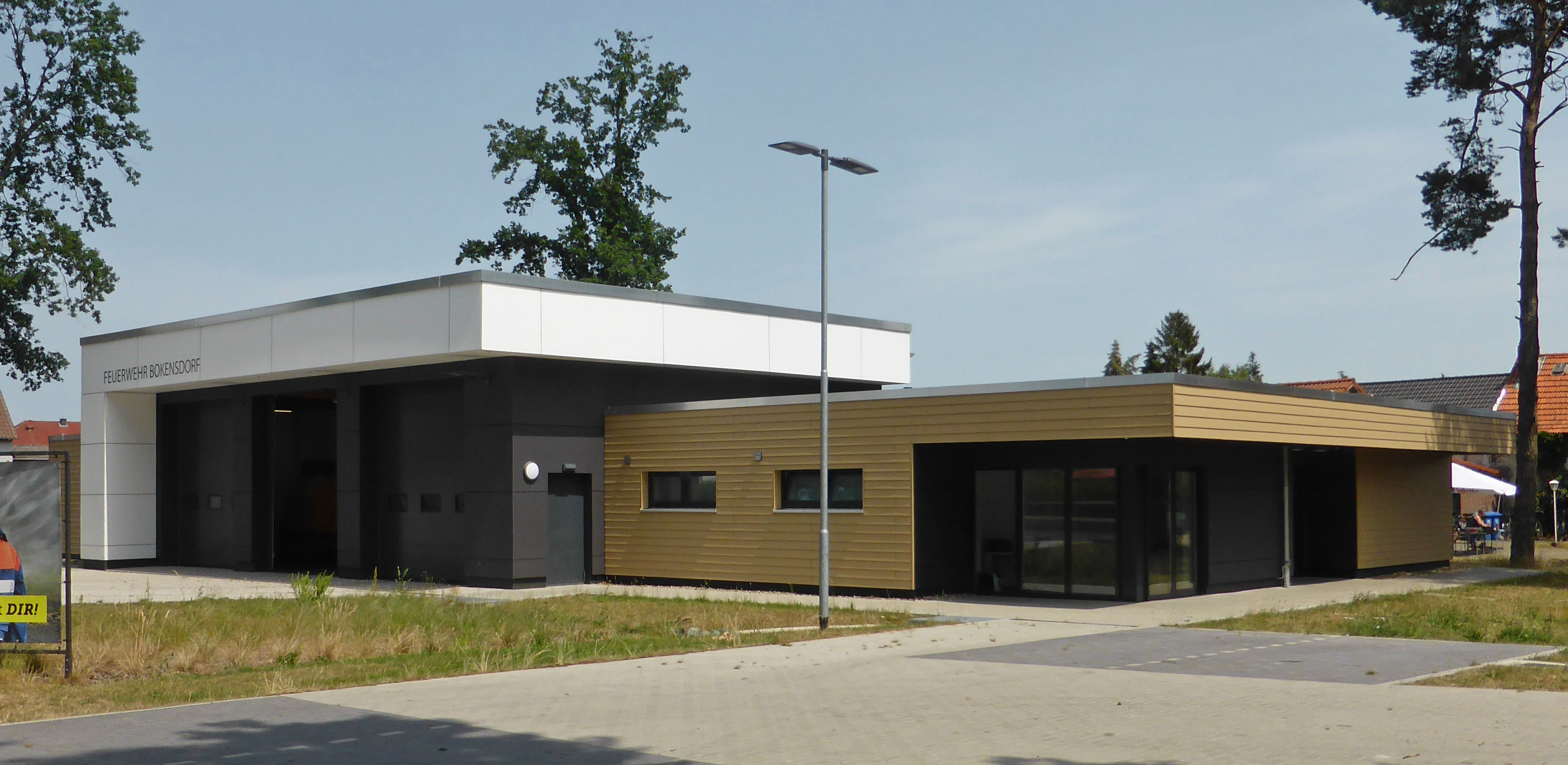
Feuerwehrhaus

Den Kindern steht am Bauernberg, in der Siedlung am Berliner Ring und im Neubaugebiet am Willy-Müller-Ring jeweils ein Spielplatz zur Verfügung. Am Berliner Ring steht auch eine Grillhütte.
Die Freiwillige Feuerwehr Bokensdorf verfügt auch über eine Jugendfeuerwehr. Das heutige Feuerwehrhaus ist das dritte Feuerwehrhaus in der Geschichte der Feuerwehr Bokensdorf, es entstand nach Plänen des Architekten Dierk Thiede aus Wienhausen. Nachdem  2019 der Spatenstich erfolgte war, wurde es 2021 wurde in Dienst gestellt.
Der Friedhof verfügt über eine Friedhofskapelle. Auf dem Friedhof steht das Kriegerdenkmal für die gefallenen und vermissten Soldaten des Zweiten Weltkriegs aus Bokensdorf.

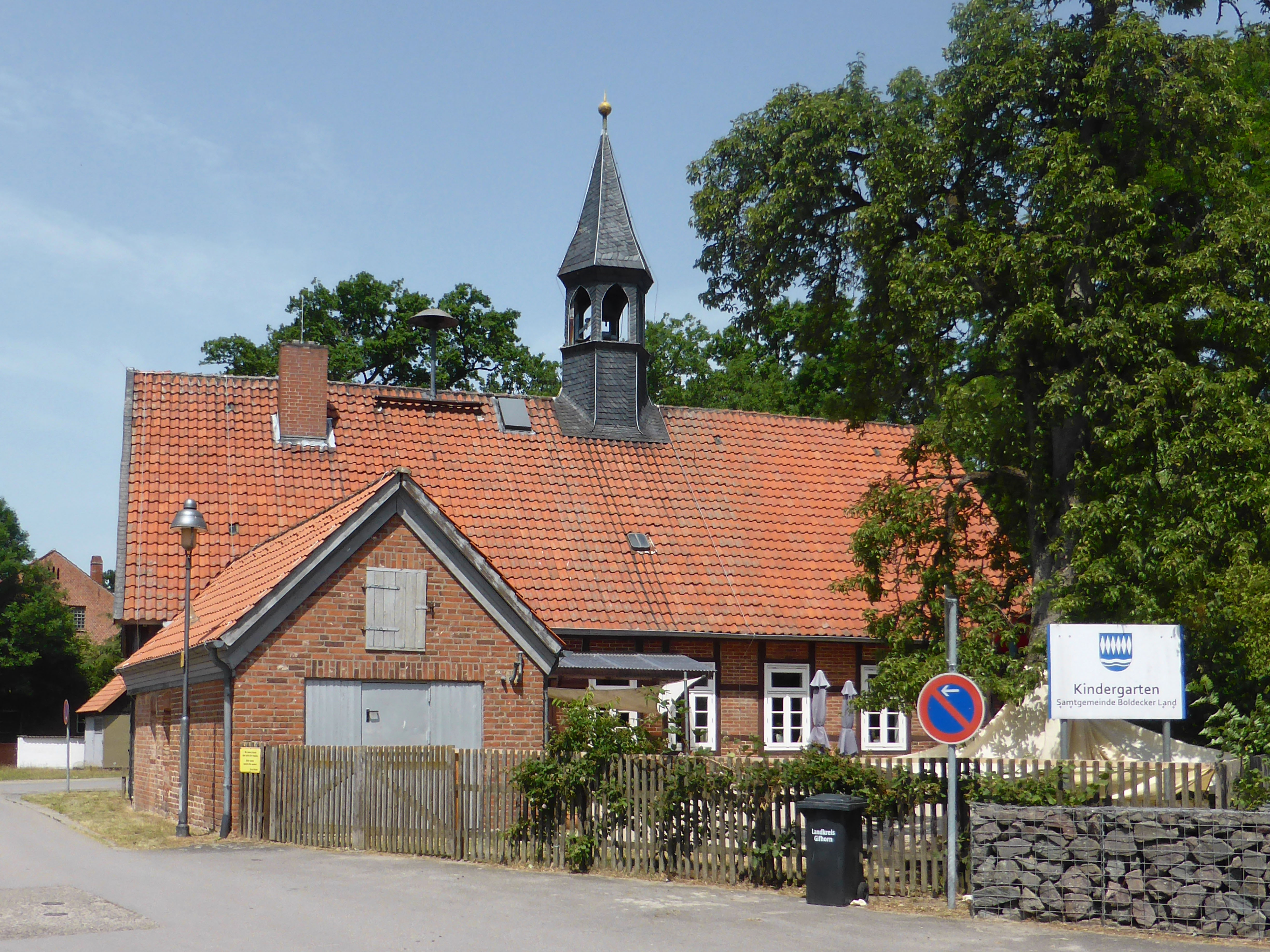
Kindergarten

### Bildung
Der Ort verfügt über einen Kindergarten, der sich in Trägerschaft der Samtgemeinde Boldecker Land befindet und im ehemaligen Schulgebäude untergebracht ist.
Die Bokensdorfer Schule wurde geschlossen. Die einklassige Schule, ein Fachwerkbau mit Dachreiter, wurde gemäß der Inschrift auf einem Fachwerkbalken im Jahre 1880 erbaut. Offiziell zuständige Schulen sind heute die Grundschule in Jembke, die Oberschule in Weyhausen, die IGS Sassenburg und das Humboldt-Gymnasium in Gifhorn.

## Verkehr

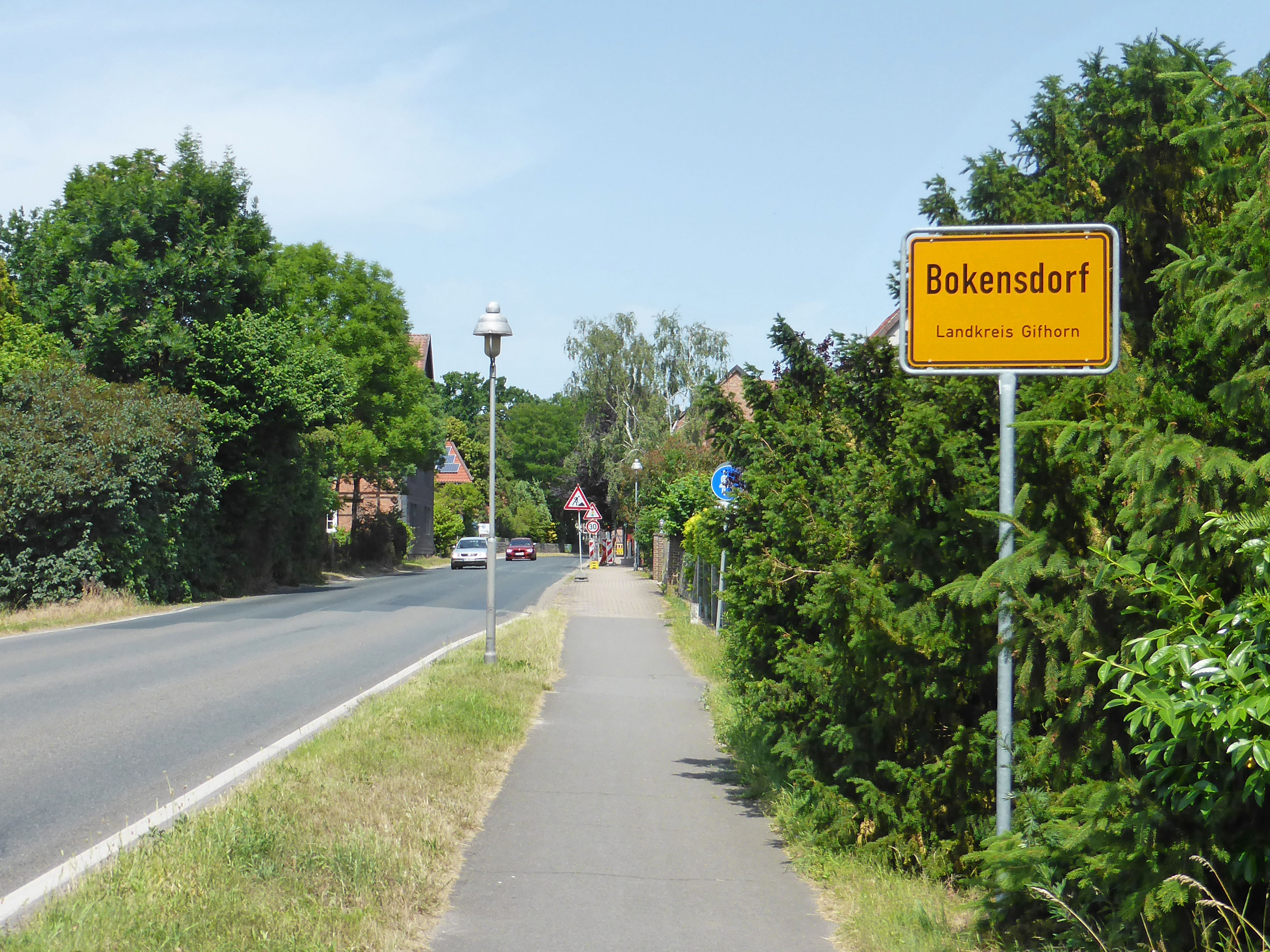
Kreisstraße 28 mit südlichem Ortseingang

Durch Bokensdorf verläuft die Kreisstraße 28. In nördlicher Richtung führt die Kreisstraße 28 nach Grußendorf, wo sie an der Landesstraße 289 endet. In südlicher Richtung führt die Kreisstraße 28 nach Weyhausen, wo sie an der Bundesstraße 188 endet. In der Ortslage von Bokensdorf trägt die Kreisstraße 28 die Bezeichnung Grußendorfer Straße.
Die Kreisstraße 101 beginnt in Bokensdorf an der Kreisstraße 28 und verläuft in östlicher Richtung bis nach Jembke, wo sie an der Bundesstraße 248 endet. In der Ortslage von Bokensdorf trägt die Kreisstraße 101 die Bezeichnung Mühlenweg.
Über beide Kreisstraßen erreicht man in 6 bzw. 7 Kilometer Entfernung die Anschlussstelle Weyhausen der Bundesautobahn 39.
Vor dem Zweiten Weltkrieg bestand von Bokensdorf nur eine Straßenverbindung nach Weyhausen. Der Weg nach Grußendorf wurde erst gegen Ende der 1940er Jahre ausgebaut, der Weg nach Jembke noch später.
Die Buslinie 172 der Verkehrsgesellschaft Landkreis Gifhorn (VLG) bedient den Ort. Sie führt in nördlicher Richtung über Grußendorf und Stüde bis zum Schulzentrum von Westerbeck, und in südlicher Richtung nach Weyhausen bis zur dortigen Schule. In Weyhausen bestehen Umstiegsmöglichkeiten in Buslinien nach Gifhorn und Wolfsburg.

## Persönlichkeiten

### Söhne und Töchter der Gemeinde
- Heinrich Schulze (1886–1953), Verwaltungsbeamter

### Personen, die mit der Gemeinde in Verbindung stehen
- Gabi Decker (* 1956), Kabarettistin, Moderatorin und Sängerin, wuchs in Bokensdorf auf